# AS Cittadella
AS Cittadella is een Italiaanse voetbalclub uit de plaats Cittadella. De club is opgericht in 1973, toen US Cittadellense en AS Olympia met elkaar fuseerden. De bijnaam van de club is I granata naar de granaatrode tenues. Tussen 2000 en 2004 heette de club Cittadella Padova. 

## Eindklasseringen
- 1974 10e
n5
- 1975 13e
n5
- 1976 11e
n5
- 1977 15e
n5
- 1978 1e
n6
- 1979 5e
n6
- 1980 3e
n6
- 1981 4e
n6
- 1982 9e
n5
- 1983 7e
n5
- 1984 2e
n5
- 1985 7e
n5
- 1986 8e
n5
- 1987 13e
n5
- 1988 4e
n5
- 1989 1e
n5
- 1990 14e
Serie C2
- 1991 16e
Serie C2
- 1992 3e
n5
- 1993 1e
n5
- 1994 13e
Serie C2
- 1995 13e
Serie C2
- 1996 13e
Serie C2
- 1997 5e
Serie C2
- 1998 2e
Serie C2
- 1999 6e
Serie C1
- 2000 3e
Serie C1
- 2001 14e
Serie B
- 2002 18e
Serie B
- 2003 7e
Serie C1
- 2004 11e
Serie C1
- 2005 12e
Serie C1
- 2006 6e
Serie C1
- 2007 6e
Serie C1
- 2008 3e
Serie C1
- 2009 17e
Serie B
- 2010 6e
Serie B
- 2011 14e
Serie B
- 2012 16e
Serie B
- 2013 15e
Serie B
- 2014 17e
Serie B
- 2015 20e
Serie B
- 2016 1e
Lega Pro
- 2017 6e
Serie B
- 2018 7e
Serie B
- 2019 7e
Serie B
- 2020 5e
Serie B
- 2021 6e
Serie B
- 2022 11e
Serie B
- 2023 15e
Serie B
- 2024 14e
Serie B
- 2025 19e
Serie B

- Serie B
- Serie C
- Prima Divisione
- Seconda Divisione
- n5
- n6

## Resultaten per seizoen
| Seizoen | Competitie           | Niveau | Eindstand | Coppa Italia | Opmerking                                                 |
| ------- | -------------------- | ------ | --------- | ------------ | --------------------------------------------------------- |
| 1992/93 | Nazionale Dilettanti | V      | 1         | --           |                                                           |
| 1993/94 | Serie C2 (Groep A)   | IV     | 13        | --           |                                                           |
| 1994/95 | Serie C2 (Groep B)   | IV     | 13        | --           |                                                           |
| 1995/96 | Serie C2 (Groep A)   | IV     | 13        | --           |                                                           |
| 1996/97 | Serie C2 (Groep A)   | IV     | 5         | --           |                                                           |
| 1997/98 | Serie C2 (Groep A)   | IV     | 2         | --           | winnaar promotieserie > US Triestina: 0-0 (wns)           |
| 1998/99 | Serie C1 (Groep A)   | III    | 6         | --           |                                                           |
| 1999/00 | Serie C1 (Groep A)   | III    | 3         | --           | winnaar promotieserie > Polisportiva Brescello: 1-1 (wns) |
| 2000/01 | Serie B              | II     | 14        | 4e groep 4   |                                                           |
| 2001/02 | Serie B              | II     | 18        | 1e groep 5   |                                                           |
| 2002/03 | Serie C1 Girone A    | III    | 7         | 2e groep 3   |                                                           |
| 2003/04 | Serie C1 Girone A    | III    | 11        | --           |                                                           |
| 2004/05 | Serie C1 Girone B    | III    | 12        | --           |                                                           |
| 2005/06 | Serie C1 Girone A    | III    | 6         | 8e finale    |                                                           |
| 2006/07 | Serie C1 Girone A    | III    | 6         | 1e ronde     |                                                           |
| 2007/08 | Serie C1 Girone A    | III    | 3         | --           | winnaar promotieserie > US Cremonese: 3-2                 |
| 2008/09 | Serie B              | II     | 17        | 3e ronde     |                                                           |
| 2009/10 | Serie B              | II     | 6         | 4e ronde     | halve finale promotieserie                                |
| 2010/11 | Serie B              | II     | 14        | 3e ronde     | Ligatopscorer: Federico Piovaccari (23)                   |
| 2011/12 | Serie B              | II     | 16        | 3e ronde     |                                                           |
| 2012/13 | Serie B              | II     | 15        | 4e ronde     |                                                           |
| 2013/14 | Serie B              | II     | 17        | 3e ronde     |                                                           |
| 2014/15 | Serie B              | II     | 20        | 3e ronde     |                                                           |
| 2015/16 | Lega Pro             | III    | 1         | 3e ronde     |                                                           |
| 2016/17 | Serie B              | II     | 6         | 2e ronde     | 1e ronde promotieserie                                    |
| 2017/18 | Serie B              | II     | 7         | 8e finale    | halve finale promotieserie                                |
| 2018/19 | Serie B              | II     | 7         | 4e ronde     | finale promotieserie > Hellas Verona: 2-3                 |
| 2019/20 | Serie B              | II     | 5         | 4e ronde     | 1e ronde promotieserie                                    |
| 2020/21 | Serie B              | II     | 6         | 4e ronde     | finale promotieserie > Venezia FC: 0-1 thuis/1-1 uit      |
| 2021/22 | Serie B              | II     | 11        | 2e ronde     |                                                           |
| 2022/23 | Serie B              | II     | 15        | 2e ronde     |                                                           |
| 2023/24 | Serie B              | II     | 14        | 2e ronde     |                                                           |
| 2024/25 | Serie B              | II     | 19        | 1e ronde     |                                                           |
| 2025/26 | Serie C              | III    | .         | --           |                                                           |

## Bekende (ex-)spelers
- Daniele Baselli (2011-2013)